# Rejon łohiszyński

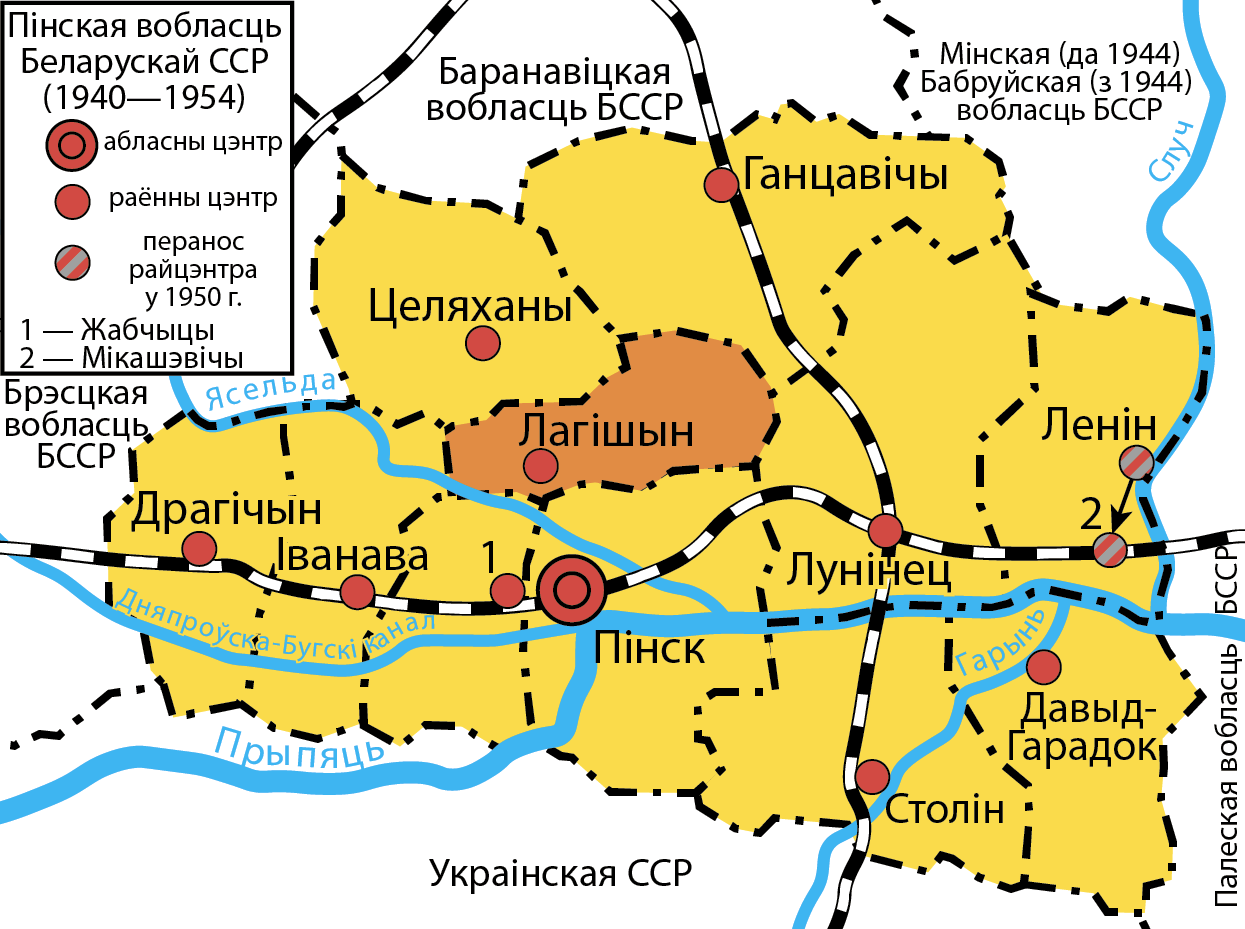

Rejon łohiszyński – jednostka terytorialna istniejąca w ramach Białoruskiej SRR w latach 1940–1962 na terenie Polesia (de facto 1940–1941; 1944–1962).

## Historia
Rejon powstał 15 stycznia 1940 w ramach obwodu pińskiego. Obejmował terytorium 1,1 tys. km kwadratowych i dzielił się na 11 gmin wiejskich (sielsowietów). 8 stycznia 1954 został włączony wraz z całym Polesiem pińskim w skład obwodu brzeskiego. 16 lipca 1954 zniesiono pięć gmin i utworzono jedną nową. 14 października 1957 do rejonu dołączono jeden sielsowiet (masowiecki) z rejonu żabczyckiego, a w sierpniu 1959 części zlikwidowanego rejonu telechańskiego. 25 grudnia 1962 rejon rozwiązano i włączono w skład rejonu pińskiego.